# Jesús Castro
Jesús Castro Aguirol, (1908. október 16. – ?) mexikói labdarúgócsatár.